# موحسن هندریکس
موحسن هندریکس (ژوئن 1967 – ۱۵ فوریه ۲۰۲۵) یک امام اهل آفریقای جنوبی، محقق اسلامی و فعال حقوق دگرباشان جنسی بود. او در گروه‌های مختلف حمایتی برای دگرباشان جنسی مسلمان شرکت داشت و برای پذیرش بیشتر افراد دگرباش جنسی در اسلام تلاش می‌کرد. او به عنوان اولین امام آشکارا همجنس‌گرا در جهان شناخته می‌شود، پس از آنکه در سال ۱۹۹۶ همجنس‌گرایی خود را آشکار کرد. هندریکس در فوریه ۲۰۲۵ در
بتلزدورپ آفریقای جنوبی قربانی یک جنایت نفرت شد و در اثر جراحات ناشی از گلوله در یک حادثه تیراندازی جان باخت.